# Berghoefblad
Berghoefblad (Homogyne alpina, basioniem: Tussilago alpina) is een meerjarige plant uit de composietenfamilie (Asteraceae).
De plant, die een hoogte kan bereiken van 15 tot 30 cm, ontspruit in de lente vanop zijn ondergrondse stengels. Hij heeft niervormige, lederachtige bladeren die bedekt zijn met witte vilthaartjes en in een rozet groeien. Uit deze rozet groeien roodachtige zacht behaarde stengels met een veelvoud aan witte of rode bloemen die dicht opéén gepakt zitten. Hij bloeit van mei tot eind augustus. De zaadjes hebben een sneeuwwitte haartjes.
Berghoefblad is een bergplant die een voorliefde heeft voor zure en mineraalrijke bodems zoals alm en naaldbossen. 
Hij is de waardplant voor de galvliegen Ensina sonchi en Acidia cognata.

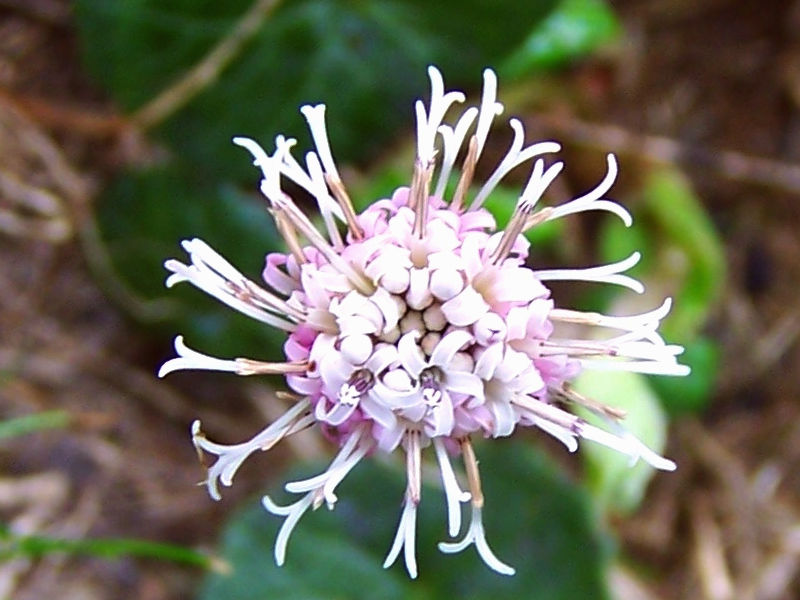
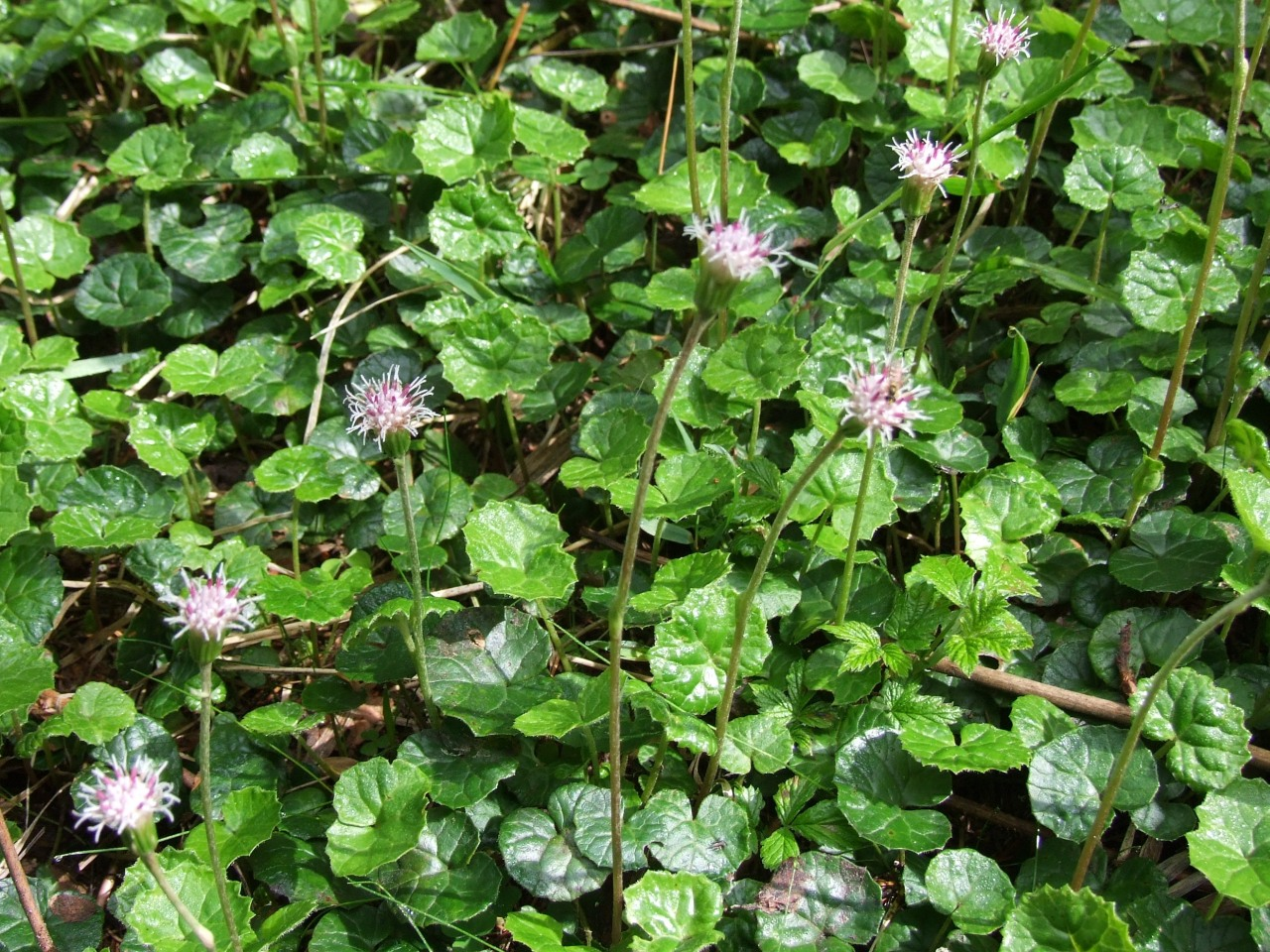
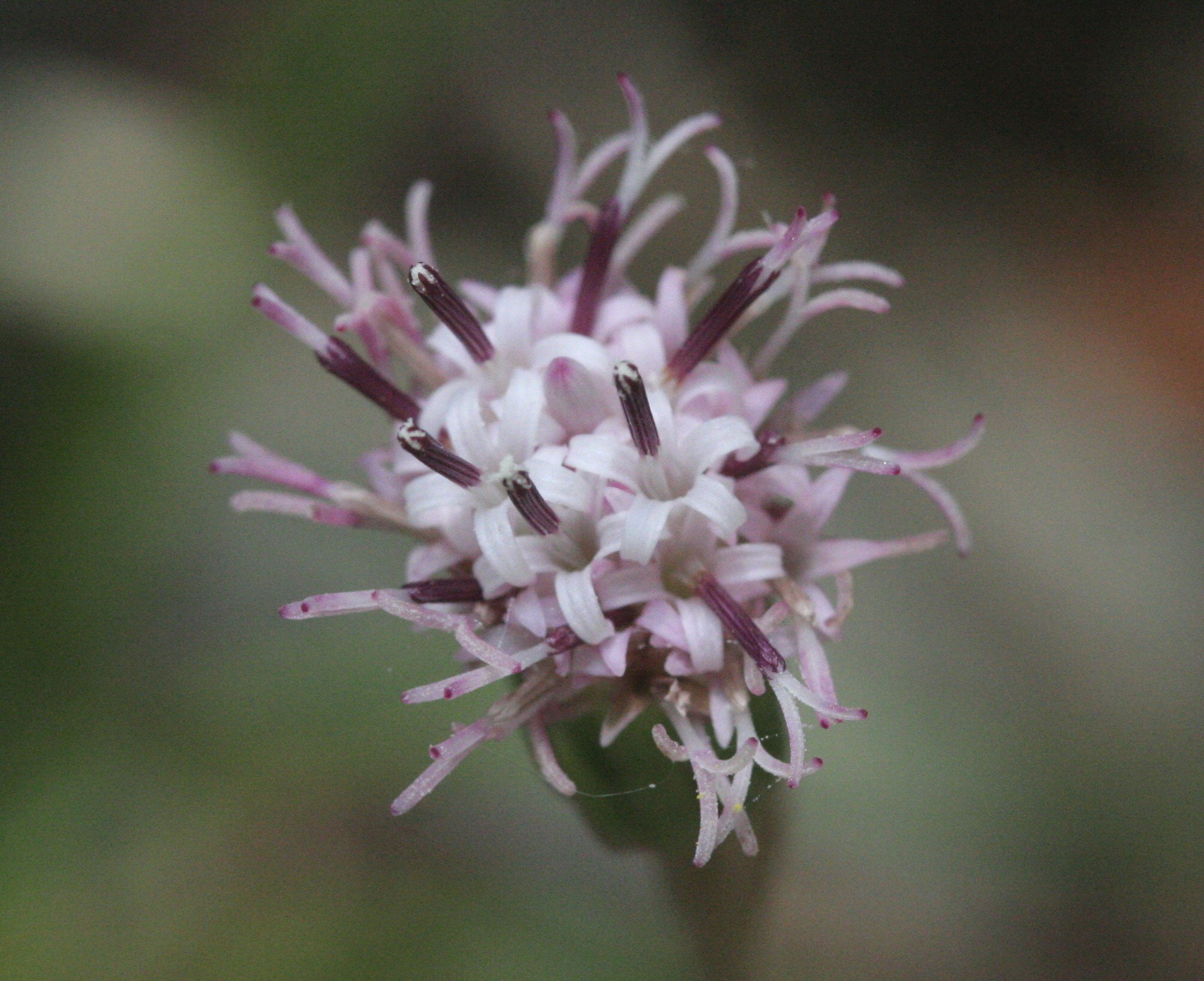
variëteit: Cima Sappada, Sappada (BL), 1290 m s.l.m. - 19/06/2009
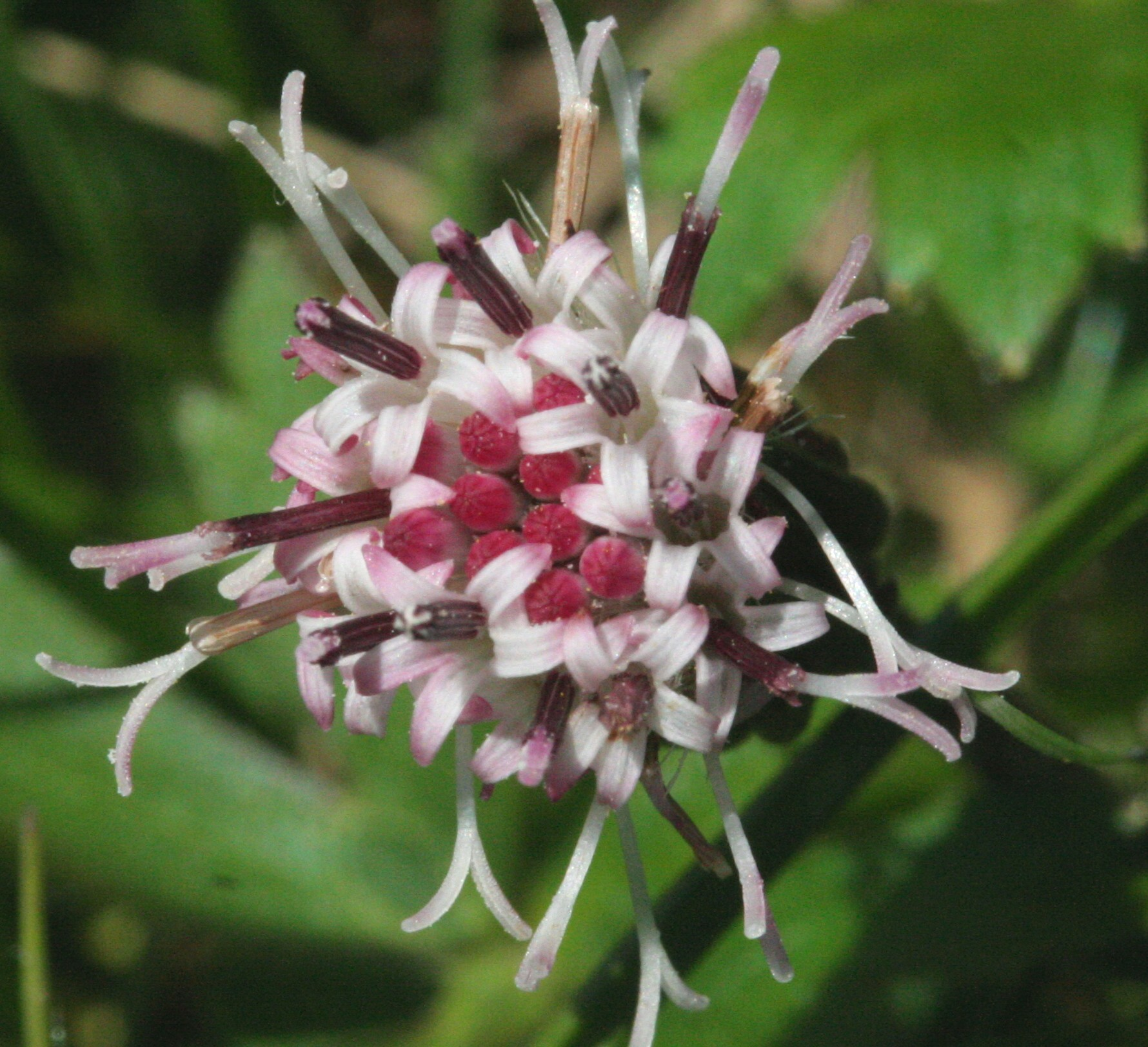
variëteit: Cima Sappada, Sappada (BL), 1290 m s.l.m. - 19/06/2009